# Honda CR-V
Honda CR-V — компактный кроссовер, выпускающийся компанией Honda с 1995 года. Аббревиатура CR-V для европейских рынков расшифровывается как Compact Recreational Vehicle, что в переводе с англ. означает «компактный автомобиль для отдыха» (на природе). Для Японии — Comfortable Runabout Vehicle.
Производство CR-V для международных рынков началось в городе Саяма (Япония) и Суиндон (Великобритания). В 2007 году к ним добавился североамериканский завод в Ист Либерти, Огайо, в 2007 завод в мексиканском Эль Сальто, а в 2012 — в канадской провинции Онтарио. Также CR-V производится в Китае, на мощностях совместного предприятия Dongfeng Honda Automobile Company — автомобили предназначены для внутреннего китайского рынка.
В модельном ряду Honda CR-V расположился между компактным HR-V и полноразмерным Pilot. В настоящее время Honda CR-V продаётся в США, Канаде, России, Европе, Малайзии, Индонезии, Японии, Китае и странах Латинской Америки.

## Первое поколение
CR-V представлен в виде Концепт-кара в 1995 году. Версия для североамериканского рынка была представлена в 1996 году на Чикагском моторшоу, а в феврале следующего года поступила в продажу.
В 2010 году Honda CR-V для японского рынка начали импортировать в Канаду в связи с увеличением спроса на кроссоверы со стороны работников канадской почтовой службы — автомобили с правым рулём на протяжении долгих лет использовались как средства доставки почты в отдалённые населённые пункты.
Изначально CR-V имел только одну комплектацию — LX с 2.0-литровой бензиновой рядной «четвёркой» B20B мощностью 128 л. с. при 5400 об/мин и 180 Н•м момента при 4800 об/мин. По размеру двигатель был идентичен 1.8-литровому от Honda Integra, но с увеличенным до 84 мм диаметром цилиндра для большего крутящего момента и уникальной для B-серии цельной конструкцией гильзы. Кузов — несущий, на двойных поперечных рычагах. Среди особенностей CR-V были складывающиеся задние сидения и спрятанный в полу багажника столик для пикника. Общим стилистическим решением автомобилей первого поколения были пластиковые накладки на крылья, передний и задний бамперы. Хотя в большинстве стран CR-V предлагался с хромированной решёткой радиатора, в США она была из того же чёрного пластика, что и бампера. Главным отличием комплектаций EX и LX было наличие в первой ABS и 15-дюймовых легкосплавных дисков. Привод либо передний, либо фирменный полный Real-Time AWD.

### Рестайлинг
С 1999 по 2001 Honda провела рестайлинг первого поколения CR-V. Причиной стали жалобы на слабый для 1500-килограммового автомобиля двигатель. В результате, оставив внешность кроссовера практически без изменения, Honda заменила B20B на B20Z: 147 л. с. при 6200 об/мин и 180 Н•м крутящего момента при 4500 об/мин. Двигатель объёмом 2.0 литра получил более высокую степень сжатия, новый впускной коллектор и увеличенный подъём выпускного клапана.

### Безопасность
В 1996—2001 годах Страховой институт дорожной безопасности тестировал версию LX с подушками безопасности водителя и переднего пассажира. Силовой каркас кроссовера получил рейтинг «приемлемо», но общий показатель — «незначительная защита» из-за сломанной левой ноги тестового манекена. Его голова прошла через подушку безопасности, что могло стать причиной незначительного сотрясения. Грудная клетка была защищена хорошо.
Автомобили с автоматической трансмиссией оборудовались специальной кнопкой отключения овердрайва и блокировки трансмиссии в пределах первых трёх передач для обеспечения необходимой мощности при преодолении затяжных подъёмов. Подголовники CR-V получили рейтинг «приемлемо» за защиту от хлыстовой травмы шеи.
В 1999 году версии Honda CR-V для европейского, австралийского и азиатского рынков получили значительные изменения: новый передний бампер, сглаженный задний бампер и маленькую пластиковую радиоантенну на задней части крыши. Появились новые варианты окраски кузова: Nighthawk Black, тёмно-синий и красный перламутр. Европейская версия получила увеличенный логотип на радиаторной решётке и, на некоторых рынках, цвет «жёлтый металлик».
В 2000 году в Северной Америке представили модификацию SE с бамперами в цвет кузова, цветной накладкой на запасное колесо, боковыми молдингами, кожаной обивкой, СD/кассетной магнитолой, задними тонированными стёклами, навигационной системой Navtech и хромированной решёткой радиатора. Также североамериканские версии получили новые цвета экстерьера: Naples Gold Metallic и Taffeta White. Но несмотря на эти улучшения Honda CR-V не смог обогнать по продажам ближайших конкурентов: Ford Escape и Mazda Tribute. Топовая австралийская версия Honda CR-V получила название Sport — её представили вместе с первым рестайлингом. Основные отличия: бампера, зеркала, ручки дверей и накладка на запасное колесо в цвет кузова, легкосплавные диски, рейлинги и панорамная крыша. В 2000 году CR-V стал самым продаваемым SUV в Австралии, впервые обогнав по продажам Toyota Land Cruiser.
| Результаты NHTSA NCAP:               | Результаты NHTSA NCAP: | Результаты NHTSA NCAP:               | Результаты NHTSA NCAP:                                                   |
| 1997                                 | 1997                   | 2001                                 | 2001                                                                     |
| ------------------------------------ | ---------------------- | ------------------------------------ | ------------------------------------------------------------------------ |
| Водитель:                            | -                      | Водитель:                            | 4 из 5 звёзд · 4 из 5 звёзд · 4 из 5 звёзд · 4 из 5 звёзд · 4 из 5 звёзд |
| Передний пассажир:                   | -                      | Передний пассажир:                   | 5 из 5 звёзд · 5 из 5 звёзд · 5 из 5 звёзд · 5 из 5 звёзд · 5 из 5 звёзд |
| Боковой удар:                        | не тестировался        | Боковой удар:                        | 5 из 5 звёзд · 5 из 5 звёзд · 5 из 5 звёзд · 5 из 5 звёзд · 5 из 5 звёзд |
| Боковой удар по задним пассажирам:   | не тестировался        | Боковой удар по задним пассажирам:   | 5 из 5 звёзд · 5 из 5 звёзд · 5 из 5 звёзд · 5 из 5 звёзд · 5 из 5 звёзд |
| Сопротивление к опрокидыванию (RWD): | не тестировалось       | Сопротивление к опрокидыванию (RWD): | 3 из 5 звёзд · 3 из 5 звёзд · 3 из 5 звёзд · 3 из 5 звёзд · 3 из 5 звёзд |
| Сопротивление к опрокидыванию (4WD): | не тестировалось       | Сопротивление к опрокидыванию (4WD): | 3 из 5 звёзд · 3 из 5 звёзд · 3 из 5 звёзд · 3 из 5 звёзд · 3 из 5 звёзд |

## Второе поколение
Honda CR-V второго поколения стал больше и тяжелее предшественника, получил новый дизайн, платформу седьмого поколения Civic и новый двигатель K24A1. Для североамериканского рынка этот двигатель выдавал мощность 160 л. с. и 220 H•м крутящего момента.
Благодаря системе i-VTEC показатели экономичности K24A1 остались на прежнем уровне. Компактная задняя подвеска позволила увеличить объём багажника до 2 тыс. литров. В 2002 и 2003 годах журнал Car and Driver назвал Honda CR-V «Лучшим компактным кроссовером». Успех CR-V позволил Honda вывести на рынок более доступный кроссовер — Element.
В 2003 году Honda подала в суд на китайскую компанию Shuanghuan of China за копирование дизайна CR-V в Laibao SRV.
| Euro NCAP                                  | Euro NCAP | Euro NCAP | Euro NCAP |
| ------------------------------------------ | --------- | --------- | --------- |
| Рейтинги                                   | Пассажир  |           |           |
| Рейтинги                                   | Пешеход   |           |           |
| Протестированная модель: Honda CR-V (2002) |           |           |           |

### Рестайлинг
В 2005 году вышла рестайлинговая версия Honda CR-V второго поколения. Она получила 16-дюймовые диски, новые задние фонари и головную оптику, и новую решётку радиатора. Незначительно изменилась форма переднего бампера, в который устанавливались не прямоугольные, а круглые противотуманные фары. В комплектации EX появились кнопки управления аудиосистемой на руле, датчик внешней температуры, подготовка для XM Satellite Radio. С целью улучшения обзорности во всех моделях CR-V изменились подголовники задних сидений. Главные технические изменения — электронная дроссельная заслонка, улучшенная система полного привода и 5-ступенчатая автоматическая трансмиссия. В список оснащения автомобилей 2005 модельного года для США и Канады входили ABS, система распределения тормозных усилий, антипробуксовочная система, динамическая система стабилизации VSA, боковые подушки безопасности и датчики опрокидывания.

## Третье поколение
Новый автомобиль (2007—2012) стал ниже, шире и короче предшественника, а задняя дверь теперь открывалась вверх, а не вбок. Из-за расположенного под полом багажника запасного колеса снизился центр тяжести. Особенностью Honda CR-V был сквозной проход между сидениями первого и второго рядов.
Третье поколение CR-V оснащалось последней версией 2.4-литровой рядной «четвёрки» K-серии, которыми оснащались Accord и Element. Отдача двигателя составляла 166 л. с. при 5800 об/мин, а крутящий момент — 218 Н•м при 4200 об/мин. В Европе CR-V предлагался с 2.0-литровым бензиновым двигателем R20A и 2.2-литровым дизельным i-CTDI. В третьем поколении американская версия CR-V предлагалась только с обновлённой 5-ступенчатой автоматической трансмиссией — она позволяла добиться лучших показателей экономичности. Версия EX-L получила интегрированную навигационную систему с голосовым управлением, FM радио, CD-магнитолу с возможностью проигрывания MP3 и WMA файлов и CD-чейнджер на 6 компакт-дисков со слотом PCMCIA.
В 2007 году Honda CR-V вошёл в список десяти самых продаваемых автомобилей на американском рынке и стал самым популярным кроссовером, обогнав удерживающий этот титул на протяжении 15 лет Ford Explorer. В Канаде CR-V стал вторым, уступив первое место Ford Escape. Чтобы удовлетворить возросший спрос Honda пришлось перенести производство Civic, освободив производственные мощности для CR-V. В 2008 году Honda CR-V снова стал самым продаваемым кроссовером, и одним из самых популярных автомобилей в США.
| Euro NCAP                                  | Euro NCAP | Euro NCAP | Euro NCAP |
| ------------------------------------------ | --------- | --------- | --------- |
| Рейтинги                                   | Пассажир  |           | 33        |
| Рейтинги                                   | Ребёнок   |           | 37        |
| Рейтинги                                   | Пешеход   |           | 13        |
| Протестированная модель: Honda CR-V (2007) |           |           |           |

### Рестайлинг
Рестайлинговая версия Honda CR-V третьего поколения получила ряд стилистических, технических и опциональных изменений. Стилистические изменения коснулись переднего и заднего бампера, решётки радиатора и фонарей. В стандартное оснащение некоторых комплектаций вошли 17-дюймовые колёсные диски, USB-вход и Bluetooth. Отдача двигателя увеличилась до 180 л. с., а расход топлива снизился и для переднеприводной, и для полноприводной версий.
Европейская версия рестайлингового кроссовера получила ряд опций, недоступных на рынках Японии, Северной Америки и Азии. Среди них была ксеноновая головная оптика, 18- и 19-дюймовые колёсные диски, навигационная система с GPS и DVD, аудиосистема премиум-класса с USB-входом, панорамная крыша и хромированные дверные ручки. 2.2-литровый дизельный двигатель i-CTDI N22A заменили на 150-сильный i-DTEC N22B, соответствующий нормам «Евро-5».

## Четвёртое поколение
Серийная версия Honda CR-V четвёртого поколения (2012—2016) дебютировала в 2011 году на автосалоне. На американском рынке она оснащается 2.4-литровым бензиновым двигателем i-VTEC мощностью 185 л. с. и новой интеллектуальной системой полного привода Real-Time All-Wheel Drive.

### Рестайлинг
Рестайлинговая версия CR-V получила новый двигатель семейства Earth Dreams с прямым впрыском и бесступенчатую трансмиссию, впервые представленные на Honda Accord девятого поколения. Для улучшения управляемости в обновлённом CR-V были улучшены амортизаторы, пружины, стабилизаторы поперечной устойчивости и изменены передаточные числа рулевого механизма. Американская версия кроссовера получила расширенный набор электронных систем безопасности: систему предотвращения лобовых столкновений (CMBS), систему предупреждения о сходе с полосы (LDW), систему удержания в полосе движения (LKAS) и адаптивный круиз-контроль (ACC).
В Европе Honda CR-V предлагается с 2.0-литровым бензиновым i-VTEC, агрегатированным 6-ступенчатой механической или 5-ступенчатой автоматической трансмиссией, и 1.6-литровым дизельным i-DTEC мощностью 120 или 160 л. с., работающим в паре с 9-ступенчатой АКПП.
| Euro NCAP                                                     | Euro NCAP | Euro NCAP | Euro NCAP             |
| ------------------------------------------------------------- | --------- | --------- | --------------------- |
| · общий рейтинг                                               |           |           |                       |
| 93%                                                           | 74%       | 68%       | 66%                   |
| взрослый пассажир                                             | ребёнок   | пешеход   | активная безопасность |
| Протестированная модель: Honda CR-V 2.2 diesel SE, RHD (2013) |           |           |                       |

| Краш-тест NHTSA:                     | Краш-тест NHTSA:                                                         |
| 2011 модельный год                   |                                                                          |
| ------------------------------------ | ------------------------------------------------------------------------ |
| Передний удар по водителю:           | 4 из 5 звёзд · 4 из 5 звёзд · 4 из 5 звёзд · 4 из 5 звёзд · 4 из 5 звёзд |
| Передний удар по пассажирам:         | 3 из 5 звёзд · 3 из 5 звёзд · 3 из 5 звёзд · 3 из 5 звёзд · 3 из 5 звёзд |
| Боковой удар по водителю:            | 3 из 5 звёзд · 3 из 5 звёзд · 3 из 5 звёзд · 3 из 5 звёзд · 3 из 5 звёзд |
| Боковой удар по пассажиру:           | 5 из 5 звёзд · 5 из 5 звёзд · 5 из 5 звёзд · 5 из 5 звёзд · 5 из 5 звёзд |
| Боковой удар по задним пассажирам:   | 5 из 5 звёзд · 5 из 5 звёзд · 5 из 5 звёзд · 5 из 5 звёзд · 5 из 5 звёзд |
| Сопротивление к опрокидыванию (RWD): | 4 из 5 звёзд · 4 из 5 звёзд · 4 из 5 звёзд · 4 из 5 звёзд · 4 из 5 звёзд |

## Пятое поколение
Пятое поколение CR-V американское подразделение Honda представило в октябре 2016 года в Детройте. Продажи стартовали в США с 21 декабря 2016 года, в качестве 2017 модельного года.
Кроссовер построен на новой глобальной платформе, дебютировавшей на десятом поколении Civic.
На американском рынке кроссовер доступен с 2.4-литровым «атмосферным» мотором мощностью 188 л. с. или новым турбированным агрегатом объёмом 1,5 литра, выдающим 193 л. с. и 243 Н•м. Оба двигателя агрегатированы вариатором, дополненным алгоритмом переключений G-Shift. В оснащение Honda CR-V входят новая информационно-развлекательная система с поддержкой Apple CarPlay и Android Auto, электропривод двери багажника с системой бесконтактного открытия багажника, активные жалюзи в решётке радиатора и пакет систем безопасности Honda Sensing.
Производство пятого поколения CR-V было также запущено в Таиланде и в Индонезии. Индонезийские модели поступили в продажу 17 июня 2017 года. Модели ASEAN (за исключением Индонезии и Малайзии) доступны с 1,6-литровым турбодизелем Honda i-DTEC (мощностью 160 л. с. и крутящим моментом 350 Нм) в паре с 9-ступенчатой автоматической трансмиссией ZF 9HP. Двигатель Honda i-DTEC получил награду Motor Trend SUV 2018 года.
На филиппинском заводе модель производится с 1,6-литровым дизельным двигателем i-DTEC с мощностью 120 л. с. и 300 Нм крутящего момента.
Китайская версия Honda CR-V Hybrid была представлена на выставке 2017 Auto Shanghai в апреле 2017 года перед началом продаж.
Пятое поколение CR-V также стало доступно в продаже в Японии с августа 2018 года, кроссовер вернулся на японский внутренний рынок после двухлетнего перерыва (производство четвертого поколения CR-V было прекращено в августе 2016 года). Европейским клиентам Honda поставляет кроссоверы, произведенные на заводе в Японии.
Продажи кроссовера в России начались в середине 2017 года. Автомобили для России производятся на североамериканском заводе в Ист-Либерти, штат Огайо. CR-V пятого поколения доступен в четырёх комплектациях и только с «атмосферными» двигателями: 2.0-литровым мощностью 150 л. с. и 2.4-литровым мощностью 188 л. с. Все версии полноприводные и с безальтернативным вариатором. В рамках адаптации кроссовер получил увеличенный дорожный просвет, подогрев зоны покоя стеклоочистителей и мультимедийную систему со встроенным Яндекс. Навигатором.
Рейтинги
В рейтинге германской «Ассоциации технического надзора» (VdTUV) в возрастной категории «от 6 до 7 лет» Honda CR-V занял третье место по надежности среди подержанных автомобилей 2018 года.
| Euro NCAP                                                  | Euro NCAP | Euro NCAP | Euro NCAP             |
| ---------------------------------------------------------- | --------- | --------- | --------------------- |
| · общий рейтинг                                            |           |           |                       |
| 93%                                                        | 83%       | 70%       | 76%                   |
| взрослый пассажир                                          | ребёнок   | пешеход   | активная безопасность |
| Протестированная модель: Honda CR-V 2.0 Hybrid, LHD (2019) |           |           |                       |

| Общая оценка:                                  | 5 из 5 звёзд · 5 из 5 звёзд · 5 из 5 звёзд · 5 из 5 звёзд · 5 из 5 звёзд |
| Защита водителя при фронтальном столкновении:  | 5 из 5 звёзд · 5 из 5 звёзд · 5 из 5 звёзд · 5 из 5 звёзд · 5 из 5 звёзд |
| Защита пассажира при фронтальном столкновении: | 5 из 5 звёзд · 5 из 5 звёзд · 5 из 5 звёзд · 5 из 5 звёзд · 5 из 5 звёзд |
| Защита водителя при боковом ударе:             | 5 из 5 звёзд · 5 из 5 звёзд · 5 из 5 звёзд · 5 из 5 звёзд · 5 из 5 звёзд |
| Защита пассажира при боковом ударе:            | 5 из 5 звёзд · 5 из 5 звёзд · 5 из 5 звёзд · 5 из 5 звёзд · 5 из 5 звёзд |
| Удар о столб:                                  | 5 из 5 звёзд · 5 из 5 звёзд · 5 из 5 звёзд · 5 из 5 звёзд · 5 из 5 звёзд |
| Риск опрокидывания (передний привод):          | / 16.3 %                                                                 |
| Риск опрокидывания (полный привод):            | / 16.2 %                                                                 |

## Продажи вСША
| Календарный год | Общие продажи |
| --------------- | ------------- |
| 1999            | 120,754       |
| 2000            | 118,260       |
| 2001            | 118,313       |
| 2002            | 146,266       |
| 2003            | 143,909       |
| 2004            | 149,281       |
| 2005            | 150,219       |
| 2006            | 170,028       |
| 2007            | 219,160       |
| 2008            | 197,279       |
| 2009            | 191,214       |
| 2010            | 203,714       |
| 2011            | 218,373       |
| 2012            | 281,652       |
| 2013            | 303,904       |
| 2014            | 335,019       |
| 2015            | 345,647       |
| 2016            | 357,335       |
| 2017            | 377,895       |
| 2018            | 379,013       |